# Френдшіп (Арканзас)
Френдшіп (англ. Friendship) — місто (англ. town) в США, в окрузі Гот-Спрінгс штату Арканзас. Населення — 158 осіб (2020).

## Географія
Френдшіп розташований на висоті 92 метри над рівнем моря за координатами 34°13′28″ пн. ш. 93°0′13″ зх. д. / 34.22444° пн. ш. 93.00361° зх. д. (34.224529, -93.003481).  За даними Бюро перепису населення США в 2010 році місто мало площу 1,89 км², уся площа — суходіл.

## Демографія
Згідно з переписом 2010 року, у місті мешкало 176 осіб у 76 домогосподарствах у складі 53 родин. Густота населення становила 93 особи/км².  Було 85 помешкань (45/км²). 
Расовий склад населення:
| - 97,7 % — білих - 2,3 % — чорних або афроамериканців |

До двох чи більше рас належало 0,0 %. Іспаномовні складали 0,6 % від усіх жителів.
За віковим діапазоном населення розподілялося таким чином: 23,3 % — особи молодші 18 років, 59,7 % — особи у віці 18—64 років, 17,0 % — особи у віці 65 років та старші. Медіана віку мешканця становила 45,3 року. На 100 осіб жіночої статі у місті припадало 93,4 чоловіків;  на 100 жінок у віці від 18 років та старших — 92,9 чоловіків також старших 18 років.
Середній дохід на одне домашнє господарство  становив 57 302 долари США (медіана — 41 875), а середній дохід на одну сім'ю — 66 404 долари (медіана — 64 583). За межею бідності перебувало 2,7 % осіб, у тому числі 9,4 % дітей у віці до 18 років та 0,0 % осіб у віці 65 років та старших.
Цивільне працевлаштоване населення становило 71 осіб. Основні галузі зайнятості: освіта, охорона здоров'я та соціальна допомога — 26,8 %, транспорт — 16,9 %, мистецтво, розваги та відпочинок — 16,9 %.
За даними перепису населення 2000 року в Френдшіпі проживало 206 осіб, 57 сімей, налічувалося 79 домашніх господарств і 83 житлових будинки. Середня густота населення становила близько 108,4 осіб на один квадратний кілометр. Расовий склад Френдшипа за даними перепису розподілився таким чином: 99,51 % білих, 0,49 % — інших народів. Іспаномовні склали 1,46 % від усіх жителів містечка.
З 79 домашніх господарств в 32,9 % — виховували дітей віком до 18 років, 64,6 % представляли собою подружні пари, які спільно проживали, в 6,3 % сімей жінки проживали без чоловіків, 26,6 % не мали сімей. 22,8 % від загального числа сімей на момент перепису жили самостійно, при цьому 11,4 % склали самотні літні люди у віці 65 років та старше. Середній розмір домашнього господарства склав 2,61 особи, а середній розмір родини — 3,03 особи.
Населення містечка за віковим діапазоном за даними перепису 2000 року розподілилося таким чином: 26,2 % — жителі молодше 18 років, 3,9 % — між 18 і 24 роками, 30,1 % — від 25 до 44 років, 21,8 % — від 45 до 64 років і 18,0 % — у віці 65 років та старше. Середній вік мешканця склав 37 років. На кожні 100 жінок в Френдшипі припадало 90,7 чоловіків, у віці від 18 років та старше — 90,0 чоловіків також старше 18 років.
Середній дохід на одне домашнє господарство в містечкі склав 39 792 долара США, а середній дохід на одну сім'ю — 45 000 доларів. При цьому чоловіки мали середній дохід в 32 031 долар США на рік проти 15 625 доларів середньорічного доходу у жінок. Дохід на душу населення в містечкі склав 14 865 доларів на рік. 11,8 % від усього числа сімей в окрузі і 13,9 % від усієї чисельності населення перебувало на момент перепису населення за межею бідності, при цьому 17,8 % з них були молодші 18 років і 7,5 % — у віці 65 років та старше.